# Hamburg-Heimfeld

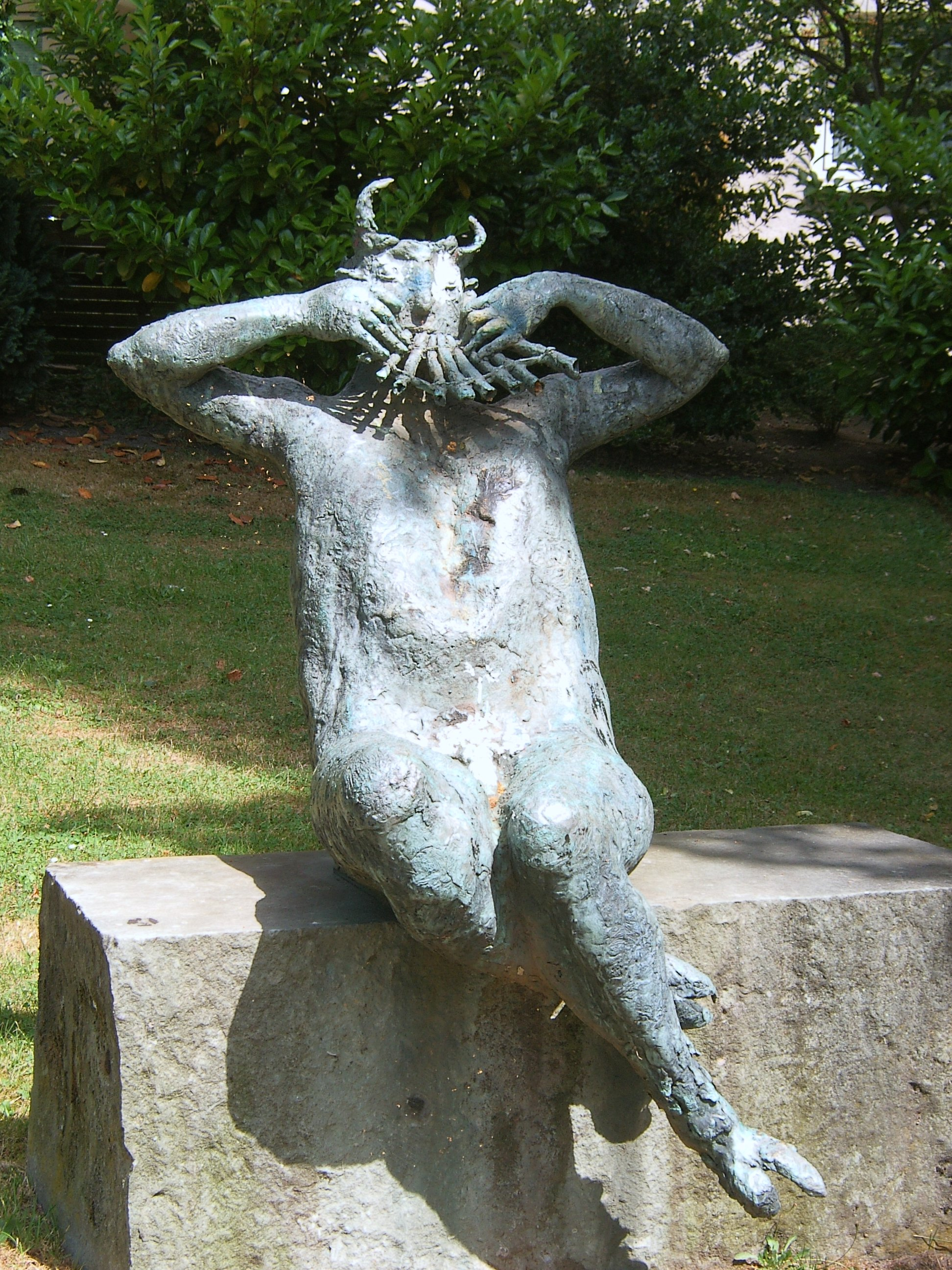
Eißendorfer Pferdeweg/Schüslerweg

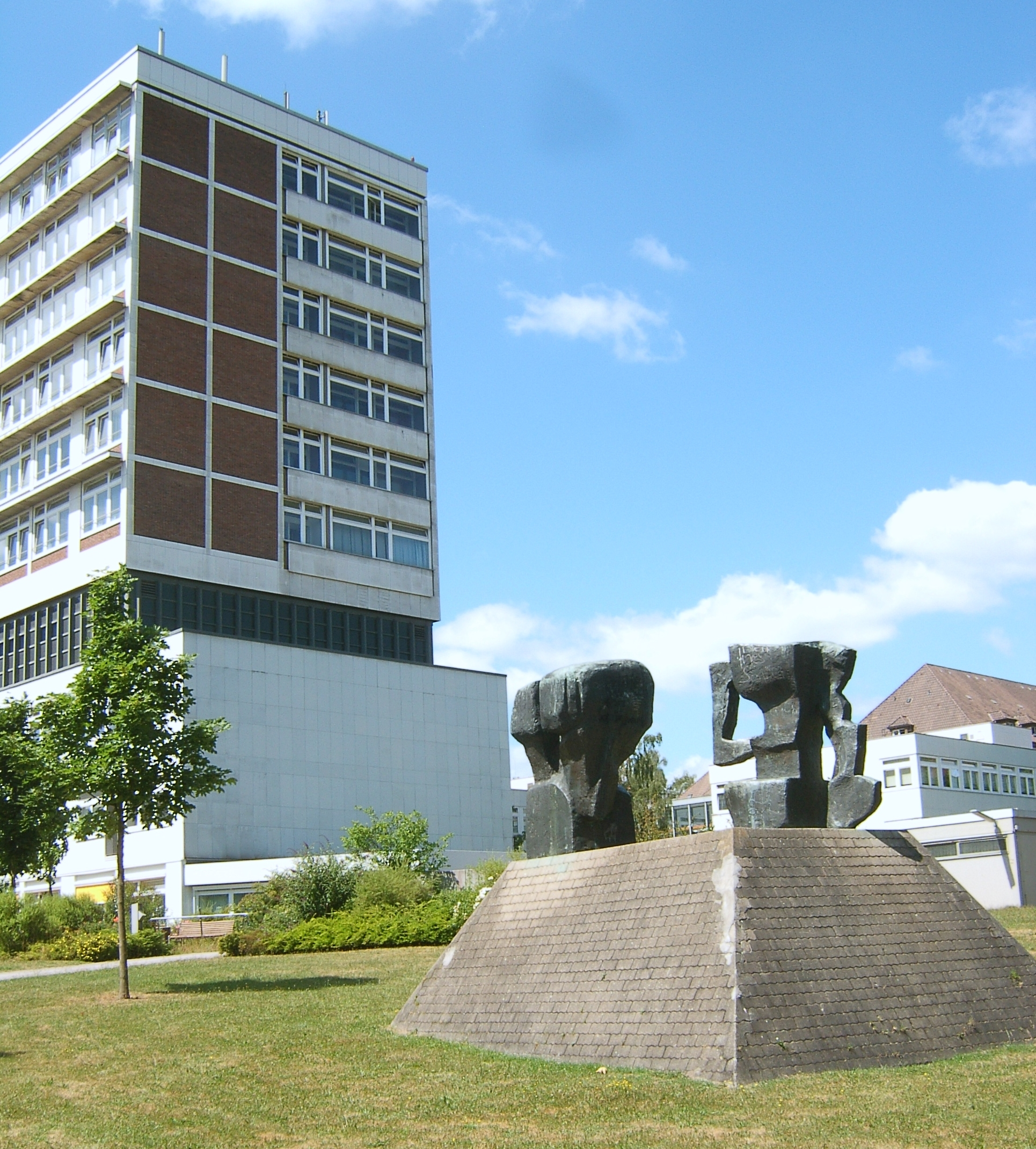
Asklepios Klinik Harburg (ehemals Allgemeines Krankenhaus Harburg)

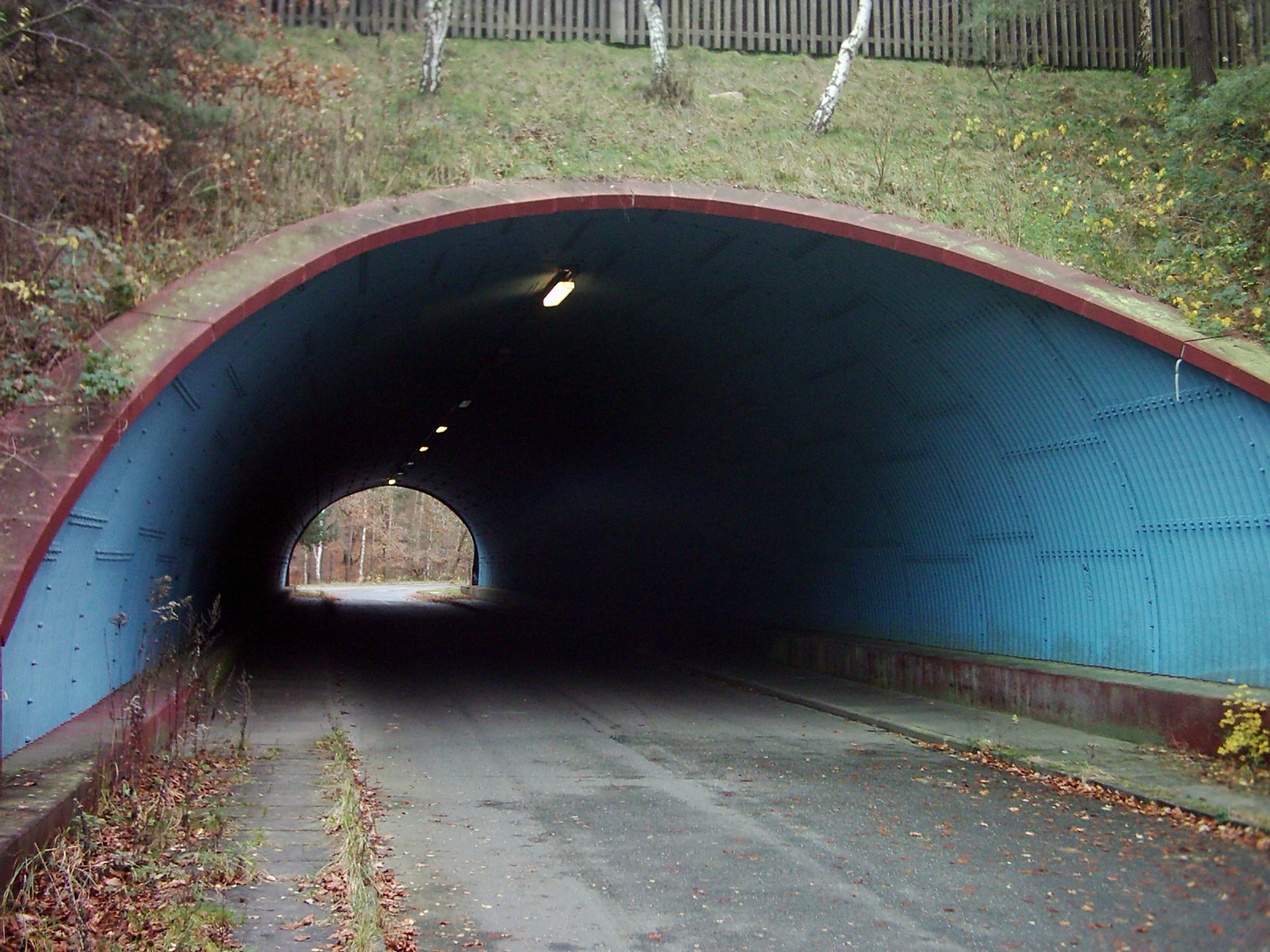
Fußgängertunnel unter der Bundesautobahn 7 (Kuhtrift)

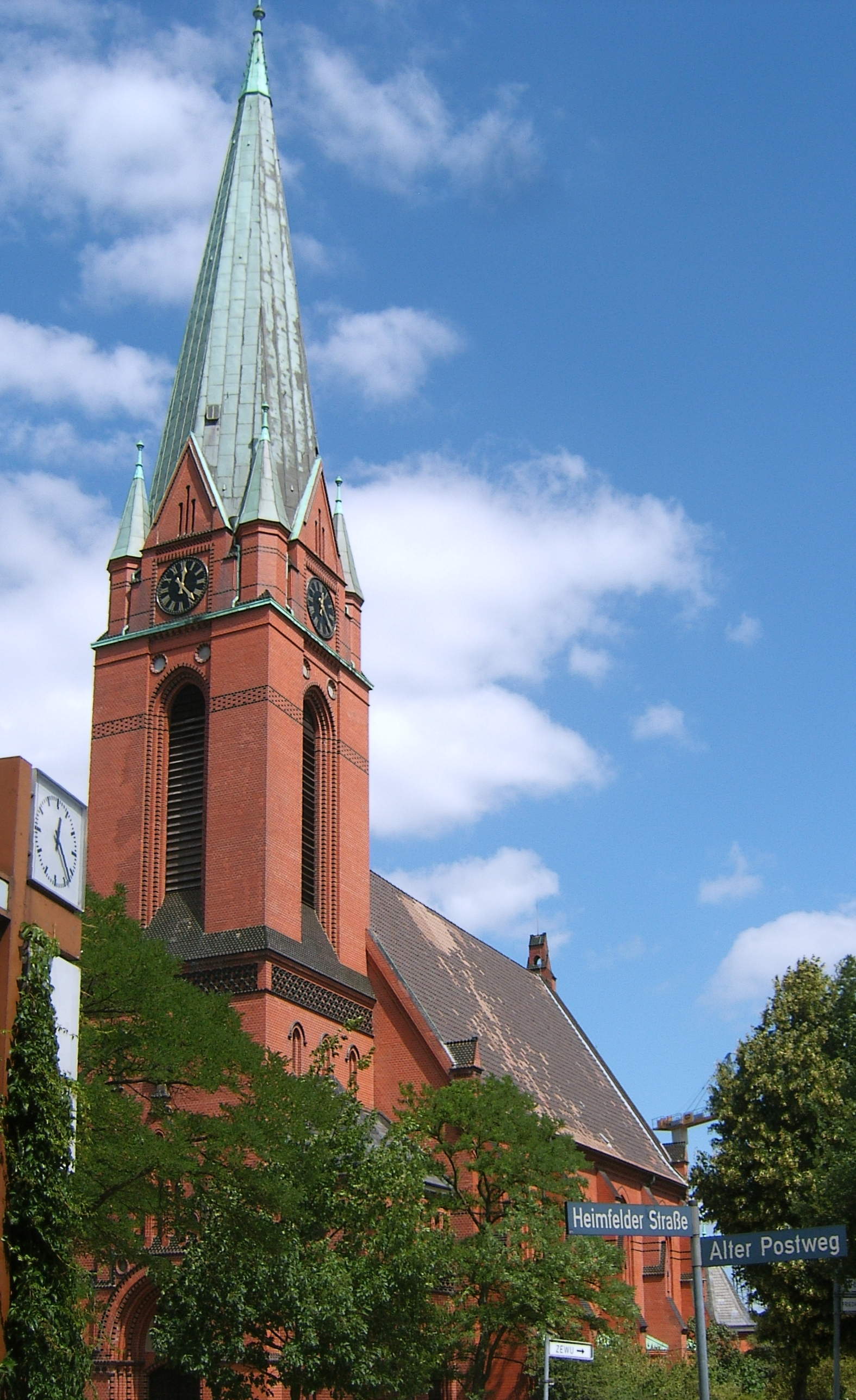
St.-Paulus-Kirche in Hamburg-Heimfeld

Heimfeld ist ein Stadtteil der Freien und Hansestadt Hamburg. Er liegt im Bezirk Harburg.

## Geschichte

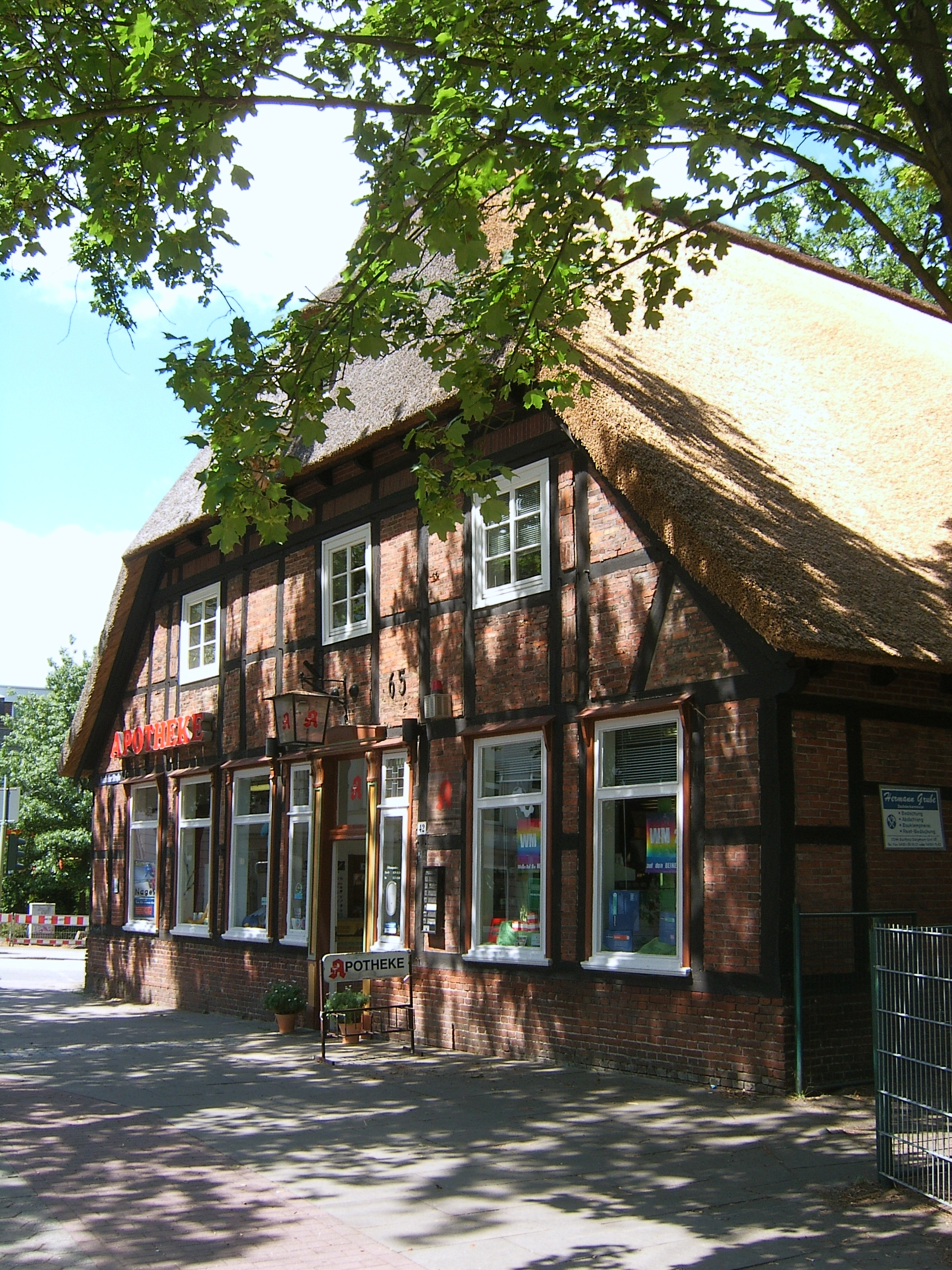
Ältestes Haus: Heimfelder Str. 42

Die Siedlung entstand an einem von Otto I. von Lüneburg-Braunschweig 1535 angelegten Vorwerk zum Harburger Schloss, das er Zum Heynfeld nannte. Der Name wandelte sich durch Abschleifung zum heutigen Heimfeld. 1888 wurde die Ortschaft ein Teil der Stadt Harburg, die wiederum 1937 durch das Groß-Hamburg-Gesetz nach Hamburg eingemeindet wurde.

## Statistik
(Quelle: )
- Anteil der unter 18-Jährigen: 17,7 % [Hamburger Durchschnitt: 16,8 % (2023)]
- Anteil der über 64-Jährigen: 14,8 % [Hamburger Durchschnitt: 17,8 % (2023)]
- Ausländeranteil: 29,9 % [Hamburger Durchschnitt: 20,7 % (2023)]
- Arbeitslosenquote: 8,1 % [Hamburger Durchschnitt: 6,2 % (2023)]

Das durchschnittliche Einkommen je Steuerpflichtigen beträgt in Heimfeld 35.432 Euro jährlich (2020), der Hamburger Gesamtdurchschnitt liegt bei 48.035 Euro.

## Religionen
In Heimfeld gibt es zwei Evangelisch-Lutherische Kirchengemeinden. Die St. Paulus-Kirchengemeinde im Petersweg und die St. Petrus-Kirchengemeinde in der Haakestraße.
Die Pauluskirche wurde 1907 gebaut. Ihre Besonderheit ist eine Bibel, die seinerzeit von Kaiserin Auguste Viktoria der Paulusgemeinde überreicht wurde. Altar, Orgel und Sitzbänke sind aus dem Jahre 1907 und gut erhalten. Die St. Petruskirche wurde 1978 erbaut.
An der Stader Straße liegt das Christus Centrum Harburg, eine Gemeinde im Bund Freikirchlicher Pfingstgemeinden.

## Politik
Heimfeld ist bei Wahlen zur Hamburgischen Bürgerschaft auf zwei Wahlkreise aufgeteilt. Der Osten des Stadtteils gehört zum Wahlkreis Harburg, während der Westen dem Wahlkreis Süderelbe zugeschlagen wurde. Die Bürgerschaftswahlen 2025, 2020, 2015, 2011, 2008 und 2004 führten zu folgenden Ergebnissen:
| Bürgerschaftswahl | SPD    | Grüne 1) | Linke  | CDU    | AfD    | FDP    | Übrige |
| ----------------- | ------ | -------- | ------ | ------ | ------ | ------ | ------ |
| 2025              | 31,8 % | 17,6 %   | 17,0 % | 11,8 % | 08,9 % | 01,7 % | 11,2 % |
| 2020              | 36,5 % | 25,1 %   | 12,4 % | 08,3 % | 05,7 % | 03,9 % | 08,1 % |
| 2015              | 42,9 % | 13,0 %   | 11,3 % | 12,5 % | 08,5 % | 06,2 % | 07,4 % |
| 2011              | 48,4 % | 11,5 %   | 08,4 % | 19,5 % | –      | 04,5 % | 07,6 % |
| 2008              | 37,7 % | 10,0 %   | 08,2 % | 36,9 % | –      | 04,1 % | 03,0 % |
| 2004              | 32,8 % | 10,8 %   | –      | 45,3 % | –      | 02,3 % | 08,8 % |

Für die Bundestagswahl gehört Heimfeld zum Wahlkreis Hamburg-Bergedorf – Harburg. Bei den Bezirksversammlungswahlen bildet der Stadtteil den gleichnamigen Wahlkreis Heimfeld.

## Kultur und Sehenswürdigkeiten

### Bauwerke
Noch zu Beginn des 20. Jahrhunderts war Heimfeld landwirtschaftlich geprägt, im westlichen Teil entstanden zu dieser Zeit Villen, im östlichen Teil bildete sich eine dichte städtische Bebauung. Im Zweiten Weltkrieg kam es zu erheblichen Zerstörungen in der Baustruktur durch die zahlreichen alliierten Bombenangriffe, in einigen Straßenzügen gibt es jedoch noch Vorkriegsbauten.
In Heimfeld befinden sich auch mehrere große Gebäudekomplexe, die ehemals als Kasernen dienten. Einer davon, die von einem Sanitätsbataillon genutzte Scharnhorst-Kaserne an der Heimfelder Straße, wurde 1993 aufgegeben und Ende der 1990er-Jahre zugunsten einer Neubausiedlung am neugeschaffenen Hans-Dewitz-Ring abgerissen, ein anderer wurde noch einige Zeit als Pflegeheim genutzt. Heimfeld ist heute kein Bundeswehrstandort mehr. Markante Bauten sind die Friedrich-Ebert-Halle mit dem angrenzenden Friedrich-Ebert-Gymnasium und die in norddeutscher Backsteingotik zu Beginn des 20. Jahrhunderts errichtete Pauluskirche, deren Turm weithin sichtbar ist.

### Sport
Im westlichen Heimfeld befindet sich die Tennis- und Hockeyanlage der Tennisgesellschaft Heimfeld. In den vergangenen Jahren wurde diese durch einen Kunstrasenplatz für die Hockeyabteilung erweitert, wofür Teile des dortigen früheren Waldstückes gerodet wurden.

### Bildung
- Grundschulen: Grumbrechtstraße, Am Kiefernberg
- Förderschule: Michael-Schule, Waldorfschule für heilende Erziehung

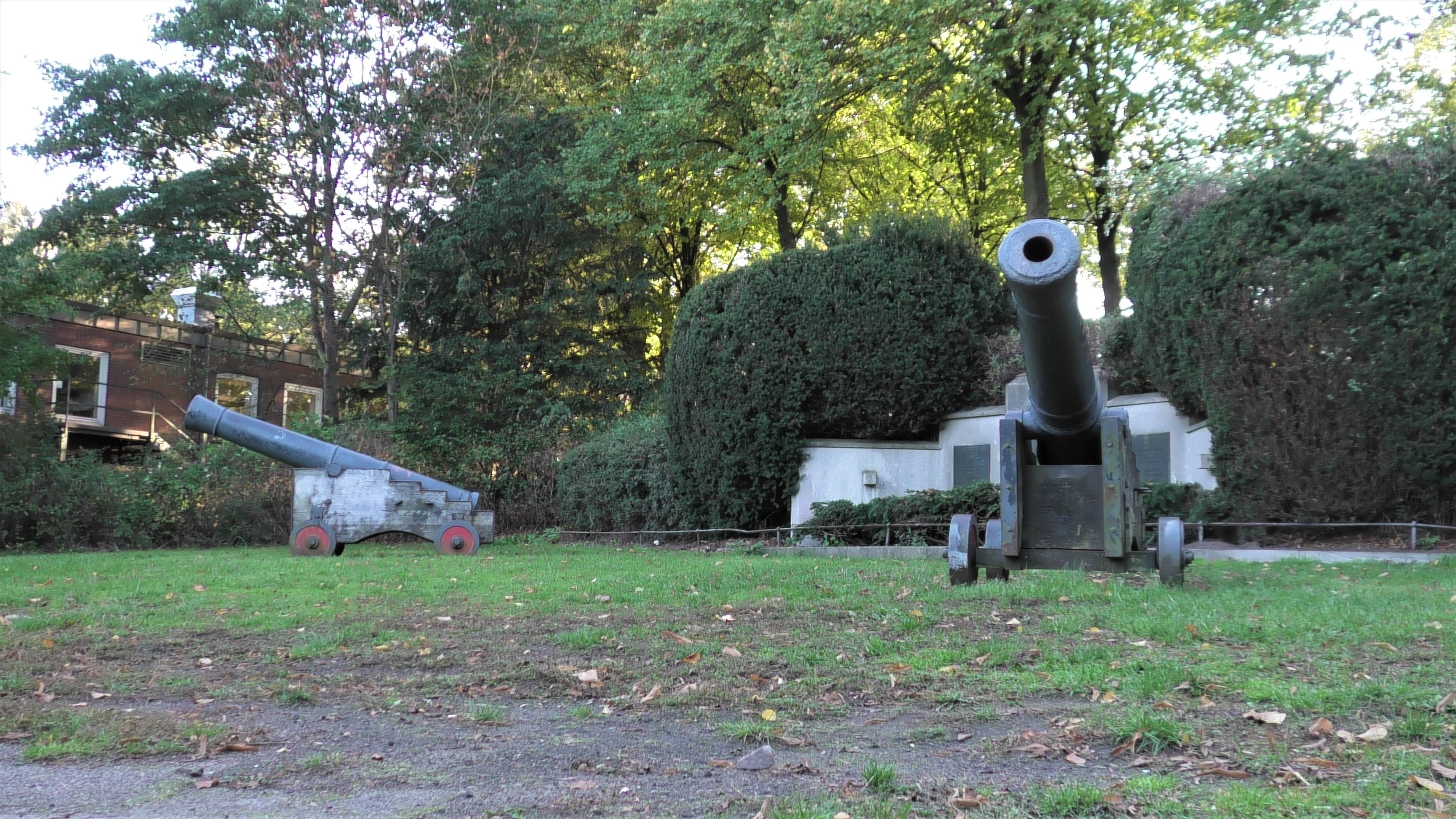
Kanonenplatz in Heimfeld am Schwarzenberg

- Friedrich-Ebert-Gymnasium

### Verkehr
In Heimfeld befindet sich die S-Bahn-Station Hamburg-Heimfeld. Im Norden Heimfelds befindet sich die B73, der Ort wird außerdem durchschnitten durch die Bundesautobahn 7 mit der gleichnamigen Anschlussstelle 32. Ein Teil des Seehafens begrenzt Heimfeld im Norden.

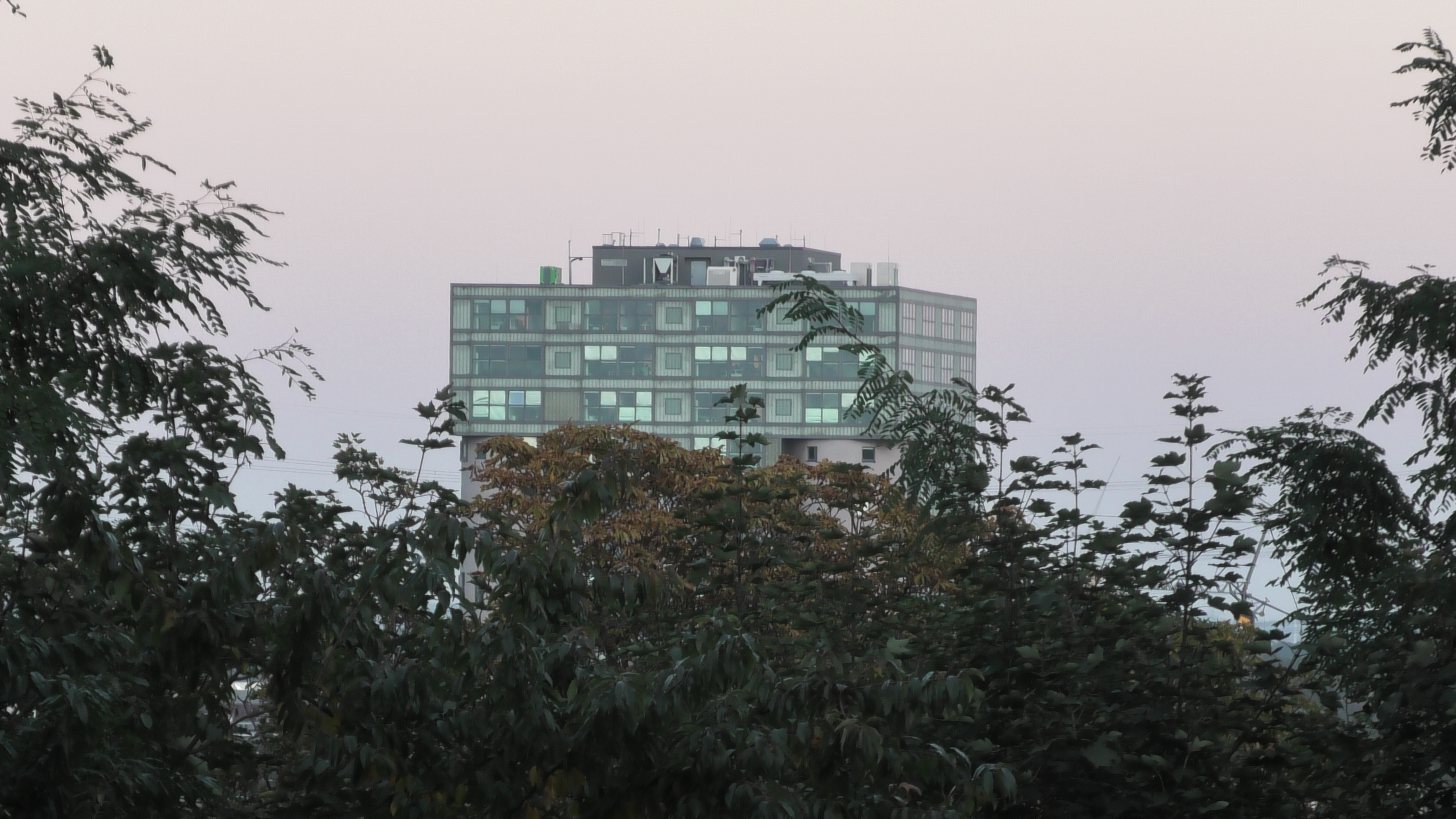
DAS SILO fotografiert vom Schwarzenberg in Heimfeld

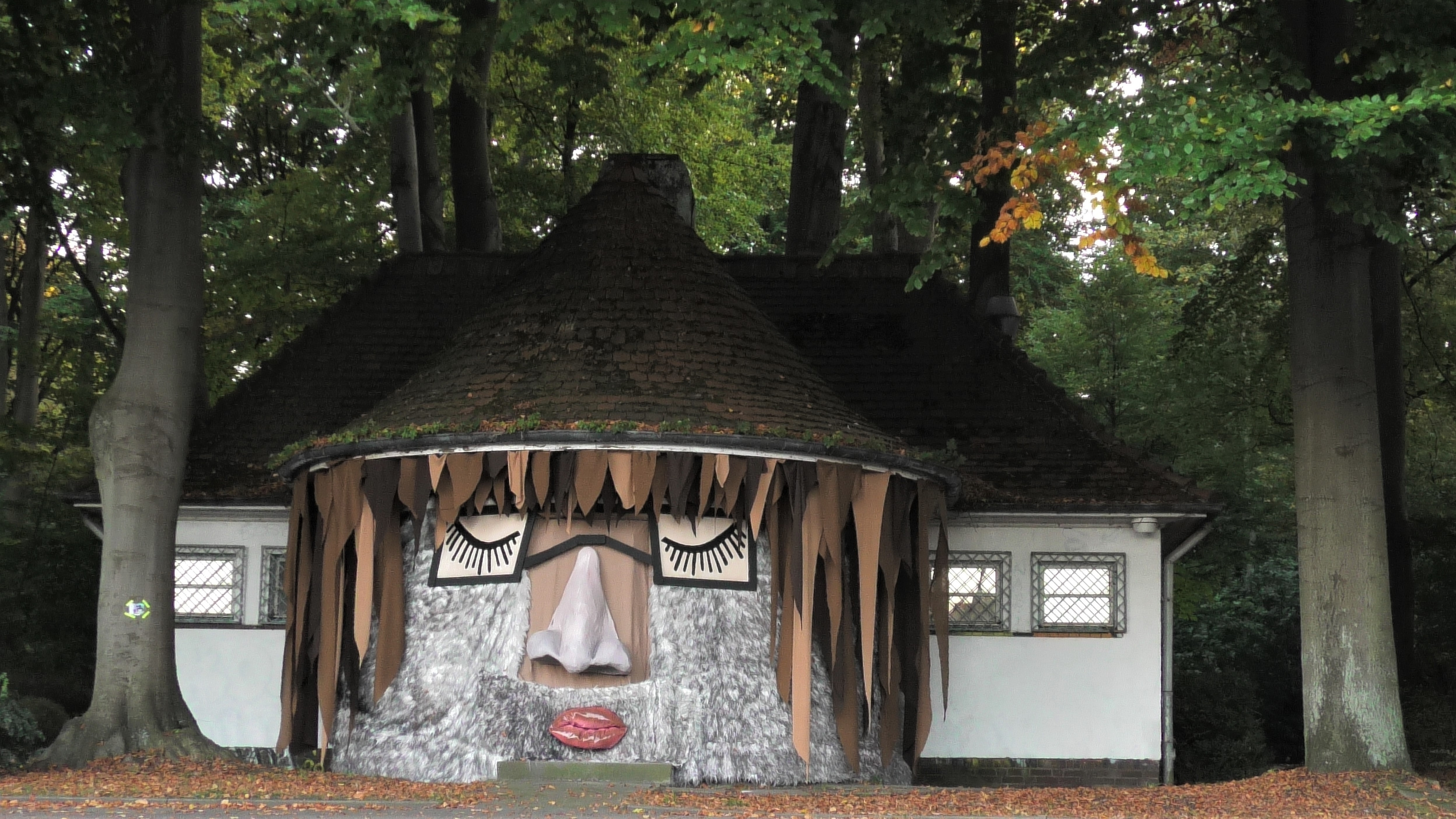
Ein Kunstwerk an der Stader Straße in Heimfeld

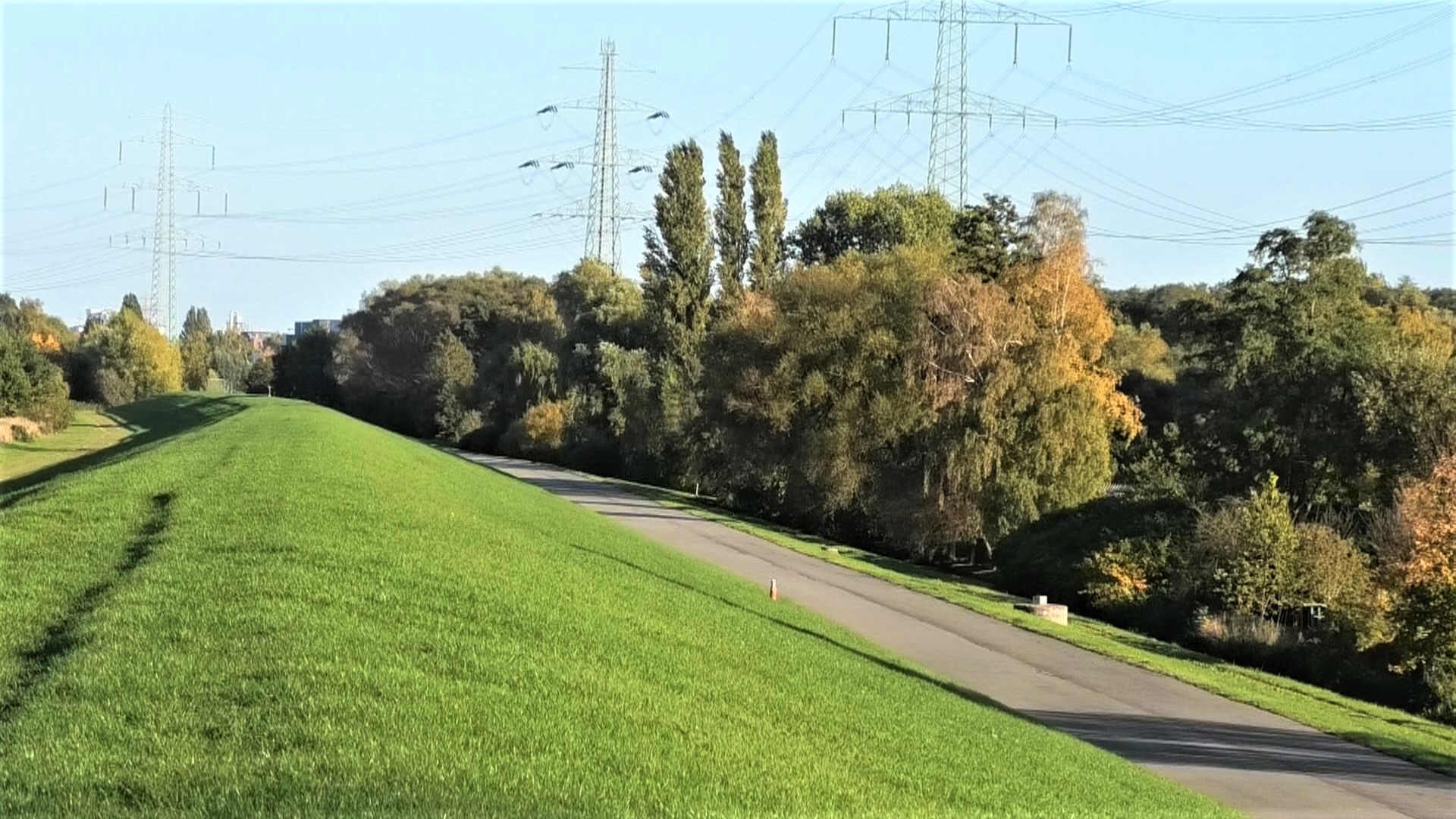
Deich in Heimfeld

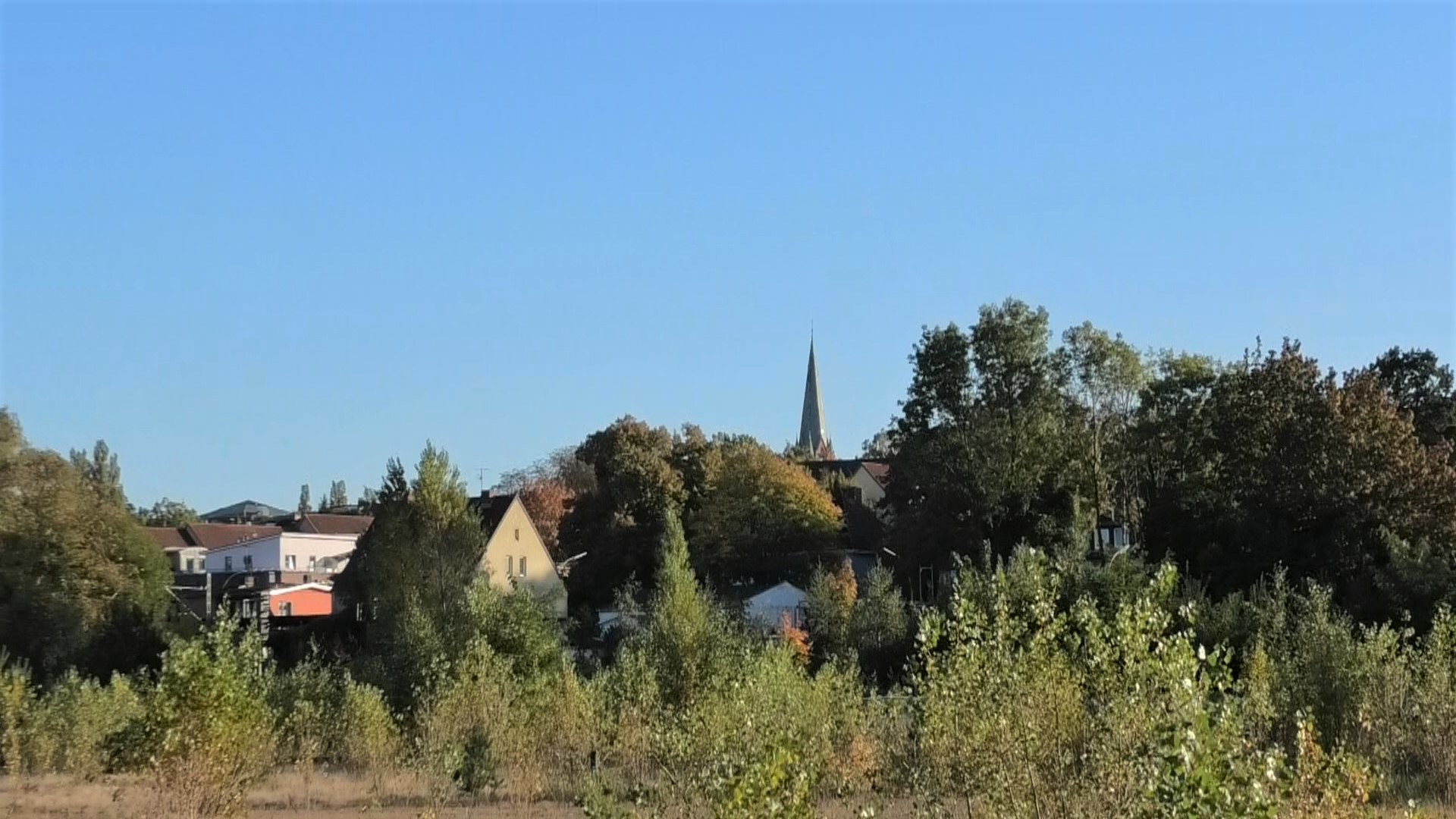
Stadtansicht Hamburg-Heimfeld

| Linie | Verlauf |
| ----- | --- |
| S 3   | Pinneberg – Thesdorf – Halstenbek – Krupunder – Elbgaustraße – Eidelstedt – Stellingen (Arenen) – Langenfelde – Diebsteich – Altona – Königstraße – Reeperbahn – Landungsbrücken – Stadthausbrücke – Jungfernstieg – Hauptbahnhof – Hammerbrook (City Süd) – Elbbrücken – Veddel (BallinStadt) – Wilhelmsburg – Harburg – Harburg Rathaus – Heimfeld (TU Hamburg) – Neuwiedenthal – Neugraben                                                     |
| S 5   | Elbgaustraße – Eidelstedt – Stellingen (Arenen) – Langenfelde – Diebsteich – Holstenstraße – Sternschanze – Dammtor – Hauptbahnhof \ Hauptstrecke – Hammerbrook (City Süd) – Elbbrücken – Veddel (BallinStadt) – Wilhelmsburg – Harburg – Harburg Rathaus – Heimfeld (TU Hamburg) – Neuwiedenthal – Neugraben – Fischbek – Neu Wulmstorf – Buxtehude – Neukloster – Horneburg – Dollern – Agathenburg – Stade / in Tagesrandzeiten – Berliner Tor |

## Persönlichkeiten
In Heimfeld wohnt der ehemalige deutsche Verteidigungsminister Volker Rühe (CDU). Das Haus stand zu seiner Amtszeit unter ständiger polizeilicher Bewachung, kurz nach der Ablösung Rühes in seinem Ministeramt wurde diese jedoch aufgegeben.
Des Weiteren lebt der Musiker Peter Heppner (unter anderen bekannt durch die Band Wolfsheim) mit seiner Familie in Heimfeld.
In Heimfeld lebt auch der Richter und Schriftsteller Thorsten Beck, dessen bisherige drei Romane allesamt in Harburg spielen.